# Mihajlo Arsovski
Mihajlo Arsovski (Skoplje, 9. srpnja 1937. – Zagreb, 24. kolovoza 2020.) bio je jedan od pionira grafičkog dizajna u Hrvatskoj.

## Životopis
Školovan kao akademski slikar, najpoznatiji je po svom radu za Teatar ITD iz Zagreba, šezdesetih godina prošlog stoljeća. Za to kazalište, Arsovski je oblikovao sve, od plakata, pozivnica, do unutrašnjeg oblikovanja, i to bi bio prvi primjer "totalnog dizajna" u našoj sredini.
Radivši prvenstveno plakate (opus od oko 200 komada samo za kazalište ITD), Arsovski razvija vlastiti vizualni jezik koji će ga učiniti glasnikom postmoderne i sasvim izdvojenom pojavom na našoj dizajnerskoj sceni. Koristeći prvenstveno tipografiju, kolaž, citat i fotomontažu kao temeljne elemente svoje oblikovne metodologije, Arsovski ostvaruje opus u kojem ključnu ulogu igraju osobni stav, kritička distanca i otpor prema konvencijama. 
Osobito je poznat (i u svjetskim relacijama) njegov plakat za predstavu "Rosencrantz i Guildenstern su mrtvi" (1971.), zbog svog rebus-rješenja.
Arsovski je radio i kao dizajner na nizu knjiga i grafičkih mapa, u kojima raskošnu ekspresivnu plakatnu tipografiju nadomješta strogim funkcionalnim rješenjima, koja predstavljaju jedan od najviših dometa domaćeg dizajna na tom području.
Njegovo oblikovanje novina poput tjednika Pop expressa (1969.) anticipira budući grafički jezik listova za kulturu koji će se pojaviti tek devedesetih.
Arsovski se okušao i u radu na scenografiji i kostimografiji.

## Nagrade
- Nagrada za životno djelo Hrvatskog dizajnerskog društva (HDD)
- Nagrada Vladimir Nazor za životno djelo (2020.)

## Izložbe
- brojne izložbe plakata u zemlji i inozemstvu
- (posljednja) Mihajlo Arsovski, Izložba plakata, Zagreb, Galerija SC (4. – 15. studeni, 2008.)

## Vanjske poveznice
- Mihajlo Arsovski Hrvatska tehnička enciklopedija, portal hrvatske tehničke baštine. LZMK